# Звукът на музиката (филм)
Вижте пояснителната страница за други значения на Звукът на музиката.
„Звукът на музиката“ (на английски: The Sound of Music) е американско-австрийски музикален филм, излязъл по екраните през 1965 година, режисиран от Робърт Уайз с участието на Джули Андрюс и Кристофър Плъмър в главните роли.
Произведението представлява филмова адаптация на едноименния сценичен мюзикъл, поставен на Бродуей през 1959 година, който от своя страна е базиран на автобиографичната книга „Историята на певците от фамилията Трап“ от Мария фон Трап.
Представящ действителни персонажи и случки, филмът разказва историята на младата жена Мария (Андрюс), израснала в австрийски манастир, която често отдава предпочитание на пеенето на песни и волните разходки сред красивата природа за сметка на молитвите и манастирските си задължения. Когато овдовелият строг капитан Георг фон Трап (Плъмър) пише писмо до игуменката с молба да му изпрати гувернантка за седемте му деца, изборът естествено пада върху волната Мария.
„Звукът на музиката“ е големия победител на 38-ата церемония по връчване на наградите „Оскар“, където е номиниран за отличието в цели 10 категории, печелейки 5 статуетки в това число за най-добър филм и най-добър режисьор. Произведението е удостоено и с награди „Златен глобус“ за най-добър мюзикъл или комедия филм и най-добра актриса в мюзикъл или комедия за Джули Андрюс, което е втори пореден приз в тази категория за Андрюс след триумфа ѝ през предходната година с „Мери Попинз“
През 2001 година, „Звукът на музиката“ е избран като културно наследство за опазване в Националния филмов регистър към Библиотеката на Конгреса на САЩ.

## В ролите
| Актьор           | Роля                                                           |
| ---------------- | -------------------------------------------------------------- |
| Джули Андрюс     | Мария фон Трап                                                 |
| Кристофър Плъмър | капитан Георг фон Трап                                         |
| Ричард Хайдн     | Макс Дитуелер, музикален импресарио, приятел на семейство Трап |
| Елинор Паркър    | баронеса Елза Шрьодер                                          |
| Шърмейн Кар      | Liesl von Trapp, най-голямото дете на семейство Трап           |
| Никълъс Хамонд   | Фридрих фон Трап, второто по възраст дете на семейство Трап    |
| Хедър Мензийс    | Луиза фон Трап, третото дете на семейство Трап                 |
| Дуейн Чейс       | Кърт фон Трап, четвъртото дете на семейство Трап               |
| Анджела Картрайт | Бригита фон Трап, петото дете на семейство Трап                |
| Деби Търнър      | Марта фон Трап, шестото дете на семейство Трап                 |
| Ким Карат        | Гретел фон Трап, седмото най-малко дете на семейство Трап      |
| Пеги Ууд         | игуменката на манастира                                        |
| Ана Лий          | монахиня Маргарета                                             |
| Порша Нелсън     | монахиня Берта                                                 |
| Марни Никсън     | монахиня София                                                 |
| Даниъл Трухит    | Ролфи                                                          |
| Бен Райт         | Г-н Зелер, ентусиаст за Третия Райх и арийската нация          |